# Rhombocythere
Rhombocythere is een geslacht van uitgestorven kreeftachtigen uit de klasse van de Ostracoda (mosselkreeftjes).

## Soorten
- Rhombocythere gorzoviensis Styk, 1972 †
- Rhombocythere ruegeri Anderson, 1964 †
- Rhombocythere schotti Anderson, 1964 †